# 法域
法域（ほういき、英語: jurisdiction）とは、国際私法上の概念であり、ある私法体系に対応する一定の地域（通常は国家であるが、国の一部であることも。）をいう。国際私法及び準国際私法の任務は、どの法域の法が準拠法たるべきかを指定することにある。日本法における法令用語としては、法の適用に関する通則法における「地」に相当する。
なお、「法域」という用語は「法分野」という意味で用いられることもあるため、注意を要する。

## 具体例
日本は、現在では単一の法域から構成されるが、戦前は、内地（南樺太を含む。）に加えて、台湾、朝鮮半島、関東州及び南洋群島という複数の法域から構成されており、戦後も、返還（本土復帰）されるまでのアメリカ合衆国統治下の沖縄・奄美・トカラ列島や小笠原諸島は本国とは別の法域であった。
現在、複数の法域から構成される国家としては、イギリス（イングランドおよびウェールズ、スコットランドならびに北アイルランド。さらに海外領土であるケイマン諸島などや王室属領であるジャージーやマン島など。）、アメリカ合衆国（ニューヨーク州、デラウェア州その他の各州およびワシントンD.C.。さらに、プエルトリコなど。）、中華人民共和国（中国大陸のほか、香港と澳門。）などがあり、決して珍しくない。

## 未承認国家
未承認国家（日本にとっての北朝鮮や台湾など）が法域として認められるかについては争いがあるが、日本法上はこれを肯定するのが通説・判例である。もっとも何をもって未承認国家とするかという問題はある。

## 分裂国家
分裂国家については、朝鮮戦争以降に朝鮮半島を統治する国家が大韓民国と朝鮮民主主義人民共和国に事実上分裂（朝鮮半島分断）した際に、日本国内に居住する朝鮮半島出身者の法域、属人法をどこに置くかが論争となった。両国は、それぞれ朝鮮半島全域を領土と主張しており、これに基づけば、朝鮮半島に出自を持つ個人は両国の国籍を同時に保有することになるためである。この法域の問題は、日本国内の判例でも統一的な適用基準は確立しておらず、本人の認識、出身地域の現在の統治状況等から両国との密接性を判断した上でのケースバイケースの結論となっている。